# Danny Houghton

a Compétitions nationales et continentales officielles uniquement.

Danny Houghton, né le 25 septembre 1988 à Kingston-upon-Hull (Angleterre), est un joueur de rugby à XIII anglais évoluant au poste de talonneur. Il a effectué toute sa carrière au sein du même club, Hull FC, avec lequel il a remporté la Challenge Cup en 2016 et y a été désigné meilleur joueur de la Super League en 2016 également.

## Biographie
Danny Houghton fait ses débuts en Super League avec Hull FC lors de la saison 2007 avant d'être régulièrement aligné à partir de 2008 à l'âge de vingt ans, d'abord en tant que remplaçant puis au poste de talonneur.
Devenu vice-capitaine entre-temps, il joue mais perd une finale de Challenge Cup en 2013 contre les Warriors de Wigan 0-16 à Wembley Stadium devant 78 137 spectateurs.
Il réussit avec Hull FC une année 2016 très prolifique avec un titre de Challenge Cup (une première dans l'histoire du club), une demi-finale de Super League et le trophée de meilleur joueur de la Super League. Il devance pour ce dernier Gareth Ellis et Denny Solomona.

## Palmarès
- Collectif :
  - Vainqueur de la Challenge Cup : 2016 et 2017 (Hull FC).
  - Finaliste de la Challenge Cup : 2013 (Hull FC).
- Individuel :
  - Élu meilleur joueur de la Super League : 2016 (Hull FC).

### En club

#### Statistiques
| Saison        | Club          | Compétition   | Matchs | Points | Essais | Goals | Drops |
| ------------- | ------------- | ------------- | ------ | ------ | ------ | ----- | ----- |
| 2007          | Hull FC       | Super League  | 4      | 0      | 0      | 0     | 0     |
| 2008          | Hull FC       | Super League  | 24     | 20     | 5      | 0     | 0     |
| 2009          | Hull FC       | Super League  | 24     | 0      | 0      | 0     | 0     |
| 2010          | Hull FC       | Super League  | 27     | 16     | 4      | 0     | 0     |
| 2011          | Hull FC       | Super League  | 28     | 12     | 3      | 0     | 0     |
| 2012          | Hull FC       | Super League  | 24     | 8      | 2      | 0     | 0     |
| 2013          | Hull FC       | Super League  | 29     | 8      | 2      | 0     | 0     |
| 2014          | Hull FC       | Super League  | 26     | 36     | 9      | 0     | 0     |
| 2015          | Hull FC       | Super League  | 23     | 4      | 1      | 0     | 0     |
| 2016          | Hull FC       | Super League  | 23     | 24     | 6      | 0     | 0     |
| Total Hull FC | Total Hull FC | Total Hull FC | 211    | 128    | 32     | 0     | 0     |
| Total         | Total         | Total         | 211    | 128    | 32     | 0     | 0     |